# 陈国辉 (香港)
陈国辉（1980年—），男，香港人，中国电影导演、编剧。代表作有《全城热恋》《新娘大作战》《烈火英雄》等。2020年凭借《烈火英雄》获第35届大众电影百花奖最佳导演、最佳编剧提名。

## 作品
| 年份   | 名稱       | 職務 | 職務 | 職務 | 備註             |
| 年份   | 名稱       | 導演 | 編劇 | 監製 | 備註             |
| ------ | ---------- | ---- | ---- | ---- | ---------------- |
| 2010   | 全城熱戀   | 是   | 是   | 否   | 與夏永康聯合執導 |
| 2011   | 全球熱戀   | 是   | 是   | 否   | 與夏永康聯合執導 |
| 2015   | 新娘大作戰 | 是   | 是   | 否   |                  |
| 2015   | 怦然星動   | 是   | 是   | 是   |                  |
| 2019   | 烈火英雄   | 是   | 是   | 否   |                  |
| 2019   | 平凡英雄   | 是   | 否   | 否   |                  |
| 待上映 | 爱犬奇缘   | 是   | 否   | 否   | 與夏永康聯合執導 |

## 外部連結
- 陈国辉在香港影庫上的簡介
- 陈国辉在豆瓣上的资料（简体中文）
- 陈国辉在互联网电影资料库（IMDb）上的資料（英文）